# Ein Herz für Danny
Ein Herz für Danny ist ein US-amerikanisches Filmdrama aus dem Jahr 1951 von William Keighley mit Ray Milland und Gene Tierney in den Hauptrollen. Der Film wurde von Warner Bros. produziert und basiert auf der Kurzgeschichte Baby for Midge von James R. Webb, die im Juli 1950 im Magazin Good Housekeeping erschien.

## Handlung
Midge Sheridan kann keine Kinder bekommen. Das Geschenk ihres Ehemannes Brad, ein Hundewelpe, verstärkt ihren Kinderwunsch noch mehr. Das Paar entschließt sich, ein Kind zu adoptieren. Von der Leiterin der Adoptionsstelle Mrs. Morrow erfahren sie, dass sie auf eine Warteliste gesetzt werden und bis zu zwei Jahre warten müssen. Midge erfährt von einem Baby, das vor einer Polizeiwache ausgesetzt worden ist. Brad, von Beruf Reporter, ist skeptisch, doch für seine Frau führt er Nachforschungen zum Verbleib des Kindes durch. Er findet das Baby in der Obhut von Mrs. Baker. Zusammen mit Midge sucht er die Frau auf. Beide geben sich als Reporter aus, die einen Artikel über Findelkinder schreiben.
Midge fühlt sich sofort zu dem Baby, das den Namen Danny bekommen hat, hingezogen. Doch es vergehen Monate, in denen die Polizei versucht, Dannys Eltern zu finden. Um den Behörden zu helfen, veröffentlicht Brad einen Artikel über Danny. Insgeheim will er damit aber auch sein Unbehagen bezüglich Dannys lindern. Zur gleichen Zeit beginnt Midge, Mrs. Baker heimlich zu besuchen und ihr zu helfen. Als Mrs. Morrow die Sheridans unangekündigt besucht, stellt Brad fest, dass Midge das zukünftige Kinderzimmer für Danny eingerichtet hat. Mrs. Morrow erkennt Brads Ungeduld, Dannys Herkunft zu wissen, doch Mrs. Morrow erklärt ihm einfühlsam, dass die familiären Hintergründe der Adoptionskinder nicht bekannt gegeben werden.
Die Sheridans werden eingeladen, bei einer Untersuchung des Babys beizuwohnen. Mrs. Morrow nimmt Brad beiseite und versichert ihm ihren Glauben, dass Midge und Danny ihn zu einem tollen Vater machen werden. Zwar ist über die Adoption noch nicht entschieden, dennoch wird Danny in die Obhut der Sheridans übergeben. In seinem Büro erhält Brad Besuch von dem Taxifahrer Dunne, der sich daran erinnert, eine Frau mit einem Baby zu einer Polizeiwache gefahren zu haben. Dunne fährt Brad zu der Adresse, bei der er die Frau aufgenommen hat. Brad identifiziert die Frau als Arlene, die angibt, dass die Mutter eine Nachbarin sei, die sie kaum kenne. Die Nachbarin, Martha, wollte ihren Eltern nichts von der Geburt des Kindes sagen. Martha brachte David in ihrem Zimmer zur Welt und starb bei der Geburt. Arlene glaubt, dass Martha sterben wollte und übergibt Brad Marthas Ehering. Brad kann eine Inschrift entziffern: ML-ECH.
Brad beginnt, über Martha zu recherchieren. Mit Arlenes Hilfe erfährt er Marthas vorherigen Wohnsitz, eine Pension in Bakersfield. Die Vermieterin Mrs. Madison hat nicht viel an Informationen, doch sie kann Brad einen von Marthas Pullovern geben. Der Pullover hat ein Etikett eines Geschäftes in Bannister und ist mit Kreidestaub bedeckt. In Bannister findet Brad heraus, dass Martha eine zurückhaltende Lehrerin war, die sich unvermittelt in einen Mann namens Edward Hewitt verliebte und mit ihm durchbrannte. Midge erfährt in der Zwischenzeit von den Nachforschungen ihres Mannes. Sie lässt ihn gewähren, in der Hoffnung damit den Adoptionsprozess zu beschleunigen. Auch Mrs. Morrow erfährt von Brads Recherchen, befürchtet aber, dass sich Brad immer noch unwohl mit Danny fühlt.
Gerade als Brad die Adoptionsurkunde unterschreiben will, wird er von seinem Herausgeber I. O. Frost informiert, dass Dannys Vater als Everett Heilner identifiziert wurde, der wegen Mordes zum Tode verurteilt wurde und nun im San Quentin State Prison in der Todeszelle sitzt. Auch Mrs. Madison hat von Heilner erfahren und will nun Danny zu sich zurückholen. Als sie die Sheridans besucht, ist nur Midge da, weil Brad nach San Quentin unterwegs ist, um mit Heilner zu sprechen. In San Quentin erfährt Brad, dass Heilner einen Polizisten und einen Wärter ermordet hat. Der Gefängnisarzt Dr. Williamson macht Brad mit einem von Heilners Brüdern bekannt. Als Brad nach Hause kommt, ist Danny weg. Das Baby wurde einem anderen Ehepaar versprochen. Trotz der späten Uhrzeit sucht Brad Mrs. Morrow auf und erzählt ihr von Heilner, der mit vier Geschwistern in einer armseligen Gegend aufwuchs. Edward war der Einzige, der von dort weg wollte, war aber auch der Einzige, der kriminell wurde. Nachdem Brad sie überzeugen kann, dass Danny ebenfalls ein guter Mensch durch die Liebe von Midge und ihm wird, willigt Mrs. Morrow in die Adoption ein.

## Produktion

### Hintergrund
Gedreht wurde der Film vom 13. bis Ende April 1951 in den Warner-Studios in Burbank.

### Stab
Leo K. Kuter oblag die künstlerische Leitung. Oleg Cassini war für die Kostüme zuständig. Don Page arbeitete als Produktionsmanager.

### Besetzung
In kleinen nicht im Abspann erwähnten Nebenrollen traten John Alvin, Louis Jean Heydt, Gertrude Hoffman als Mrs. Madison und Forrest Taylor auf. Ebenfalls unerwähnt blieb Charles Meredith als Dr. Williamson.

## Veröffentlichung
Die Premiere des Films fand am 3. November 1951 statt. In der Bundesrepublik Deutschland wurde er am 15. März 1997 im deutschen Fernsehen ausgestrahlt.

## Kritiken
Der Filmkritiken-Aggregator Rotten Tomatoes hat in einer Auswertung ein Publikumsergebnis von 70 Prozent positiver Bewertungen ermittelt.
Das Lexikon des internationalen Films schrieb: „Gutgemeintes Melodram um die Notwendigkeit einer behüteten Kindheit, das vom anrührenden Spiel der Hauptdarsteller lebt.“
Die Filmzeitschrift Cinema befand: „Anspruchsvolle Attacke auf die Tränendrüsen.“